# جوایز فورکه
جوایز فورکه (اسپانیایی: Premios Forqué‎) با نام کاملِ جوایز سینمایی خوزه ماریا فورکه (اسپانیایی: Premios Cinematográficos José María Forqué‎) مجموعه جوایزی است که امروزه توسط «نهاد مدیریت حقوق تولیدکنندگان سمعی-بصری» (EGEDA) به تولیدات سینمایی و تلویزیونی اعطا می شود و هدفش بزرگداشت بهترین‌های سینما و تلویزیون اسپانیا است. این جوایز در سال ۱۹۹۶ بنیان نهاده شد و نامش را از فیلم‌ساز و تهیه‌کنندهٔ نامدار اسپانیا خوزه ماریا فورکه می گیرد.